# Knowless
Knowless (nascuda Jeanne d'Arc Ingabire Butera, l'1 d'octobre de 1990) és un cantant ruandès. Butera va escriure moltes de les seves pròpies cançons. Les seves cançons toquen temes com ara relacions romàntiques, problemes socials i la vida quotidiana.

## Biografia
Jeanne d'Arc Ingabire Butera va néixer al districte de Ruhango l'1 d'octubre de 1990, filla única de Jean-Marie Vianney Butera i Marie Claire Uyambaje, tots dos difunts. La seva mare havia estat la cantant principal d'un cor de l'Església Adventista del Setè Dia. Butera va assistir a l'escola primària ESCAF a Nyamirambo, a l'escola secundària APARUDE a Ruhango i a l'escola secundària APACE a Kigali amb un enfocament en ciències de la computació i gestió. Quan era adolescent va cantar al cor local. El 2012 va començar a cursar un títol universitari a l'Institut de Ciència i Tecnologia de Kigali.
Knowless va editar el seu àlbum de debut, Komeza, el desembre de 2011. El seu segon àlbum, Uwo Ndiwe, fou editat en març de 2013. Knowless té contracte amb la discogràfica Kina Music.
Ha actuat arreu de Ruanda i als països veïns, inclosa Uganda, i ha col·laborat amb nombrosos artistes, inclosos els ruandesos Danny, Paccy, Ciney, Jay Polly, Kamichi i Urban Boyz, així com el grup ugandès Vampos. Ha considerat com a inspiradores a la cantant ruandesa instal·lada a Bèlgica, Cécile Kayirebwa, i la cantant i compositora de R&B estatunidenca Brandy Norwood.

## Premis
Knowless va guanyar el premi al "Millor Artista Nou" als Premis Salax de 2010. L'agost de 2013 va quedar tercera en la competició de talents Guma Guma Super Star de Primus a l'Estadi Amahoro. El març de 2013 va guanyar el seu segon Premi Salax, aquesta vegada a la categoria de "Millor Artista Femení".
En 2013 Knowless va ser un dels tres actes ruandesos a actuar a l'esdeveniment "Rwanda Day" celebrat a Londres. En 2015 va guanyar la cinquena edició de Guma Guma Super Star, la primera dona en guanyar en la aquesta competició.